# آی‌آرسی

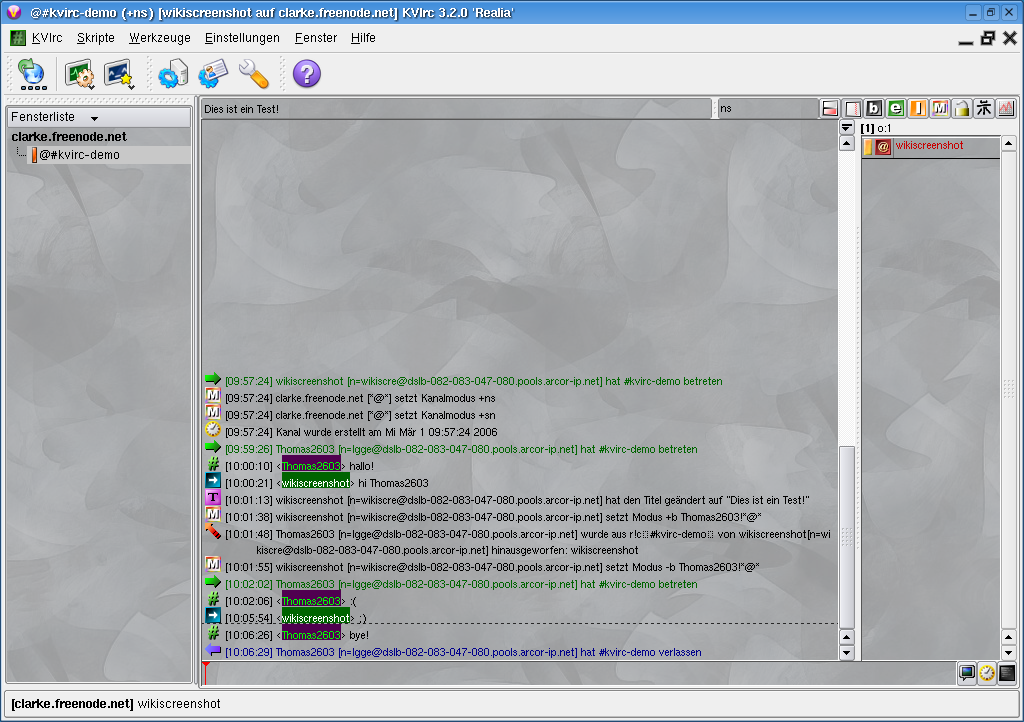
تصویری از یک محیط آی‌آرسی

آی‌آرسی (به انگلیسی: (Internet Relay Chat (IRC) یا گپ رلهٔ اینترنتی، روشی از ارتباط آنی روی اینترنت است. آی‌آرسی اساساً برای گفت‌وگوهای گروهی طراحی شده و گفت‌وگوها به‌صورت همگانی در محل‌هایی به نام کانال (به انگلیسی: Channels) انجام می‌گیرد؛ همچنین ارتباط شخص با شخص توسط پیام خصوصی ممکن است. IRC به‌وسیلهٔ جارکو اویکارینن (به انگلیسی: Jarkko Oikarinen) (اسم مستعار WiZ) در اواخر اوت ۱۹۸۸ میلادی برای جایگزینی برنامه به نام MUT ساخته شد.

## کلاینت‌ها

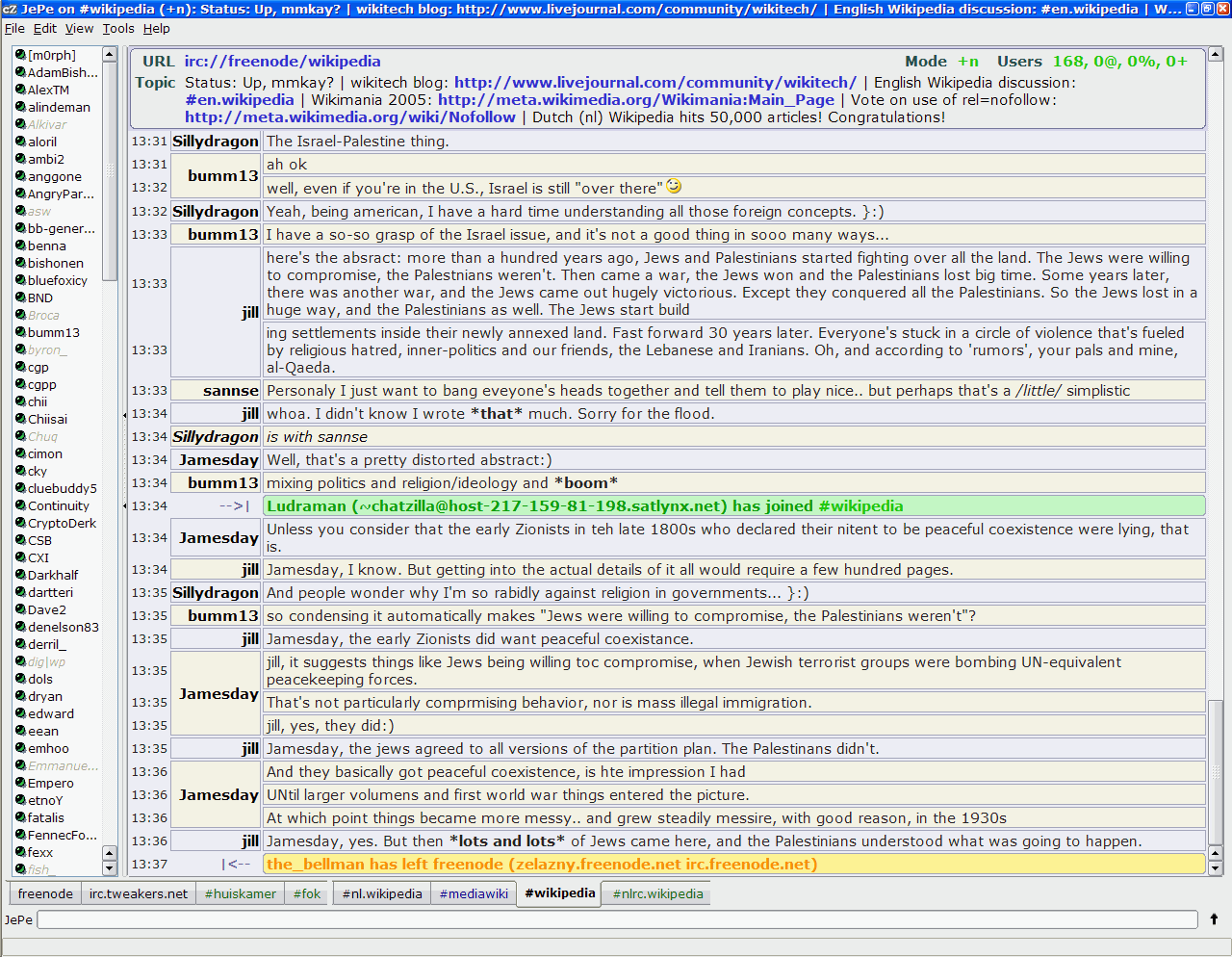
محیط آی‌آرسی در رایانه

### نرم‌افزار کلاینت
به‌طور معمول کاربران به وسیلهٔ یک کلاینت آی‌آرسی به شبکه آی‌آرسی متصل می‌شوند. کلاینت‌های متفاوتی برای آی‌آرسی موجود می‌باشد، و عموماً به واسطه سیستم‌عامل تفکیک می‌شوند. در سیستم‌های مبتنی بر ویندوز، mIRC یکی از معروف‌ترین کلاینت‌های آی‌آرسی به‌شمار می‌رود.
از پر کاربردترین کلاینت‌ها برای Mac OS X می‌توان به
Snak, Ircle و Colloquy اشاره کرد. برای تعدادی از مرورگرها نیز کلاینت آی‌آرسی وجود دارد. Opera یک کلاینت آی‌آرسی درونی دارد. موزیلا فایرفاکس دارای کلاینت درونی آی‌آرسی نیست. چتزیلا که جزوی از مجموعه نرم‌افزار اینترنتی سی‌مانکی است به‌صورت افرونه برای فایرفاکس نیز عرضه می‌شود که می‌تواند برای دسترسی به آی‌آرسی در مرورگر آن را نصب گردد.
mIRC و سایر کلاینت‌های مشابه ممکن است برای کاربران تازه‌کار غیرضروری و پیچیده باشد. کاربران جدید ممکن است کلاینت‌های پیغام‌رسان فوری (به انگلیسی: Instant Messaging) مانند Miranda IM، Pidgin و Trillian را که از آی‌آرسی پشتیبانی می‌کنند ترجیح دهند. همچنین کلاینت‌های مبتنی بر وب مانند Mibbit و Webirc هم راهکاری آسان برای دسترسی به آی‌آرسی برای کاربران فراهم می‌کنند.
همچنین از برنامه‌های کلاینت با واسط متنی برای IRC، می‌توان به Irssi اشاره کرد.

#### ربات‌ها
به کلاینت‌هایی که به‌صورت خودکار اعمالی را انجام می‌دهند ربات می‌گویند.

## اشتراک فایل
در پروتکل IRC هیچ روشی برای به اشتراک گذاری فایل در نظر گرفته نشده‌است. اما امکان ارسال فایل به‌صورت P2P وجود دارد که باید توسط کلاینتهای IRC پشتیبانی شود. کلاینتهای IRC از پروتکل DCC برای اینکار استفاده می‌کنند.
بسیاری از کلاینتهای IRC از پروتکل DCC پشتیبانی می‌کنند. به همین خاطر اینطور بنظر می‌رسد که انتقال فایل در خود پروتکل IRC پشتیبانی می‌شود.